# Cortaillod
Pour l’article homonyme, voir Culture de Cortaillod.
 (septembre 2023).
Si vous disposez d'ouvrages ou d'articles de référence ou si vous connaissez des sites web de qualité traitant du thème abordé ici, merci de compléter l'article en donnant les références utiles à sa vérifiabilité et en les liant à la section « Notes et références ».
Cortaillod est une commune suisse du canton de Neuchâtel, située dans la région Littoral.

## Géographie

Vue aérienne (1954)

Géographiquement, la commune de Cortaillod comporte deux « étages » séparés par des vignes. L'un se situe directement au bord de l'eau et est appelé le Petit-Cortaillod. L'autre est juché sur une colline surplombant le lac de Neuchâtel et offrant une vue panoramique sur le plateau suisse ainsi que les Alpes. Elle est délimitée à l'est ainsi qu'au nord par l'Areuse qui la sépare de la commune de Boudry.
Selon l'Office fédéral de la statistique, Cortaillod mesure 3,69 km2. 40,4 % de cette superficie correspond à des surfaces d'habitat ou d'infrastructure, 47,3 % à des surfaces agricoles, 11,5 % à des surfaces boisées et 0,8 % à des surfaces improductives.
La commune est limitrophe de Boudry et  La Grande Béroche.

## Histoire
Cette commune a un passé historique vieux de 6 500 ans, puisque les premières traces des ancêtres des carquoies datent du Néolithique. Le village a d'ailleurs donné son nom à trois périodes distinctes entre env. 4500 et 3500 av. J.-C., le Cortaillod  ancien, classique et tardif. De nombreux vestiges et notamment des pilotis ont été révélés après la première correction des eaux du Jura, ce qui a suscité un grand intérêt archéologique pour la commune. Les plus importantes fouilles mises sur pied sur le territoire de la commune sont celles, subaquatiques, du site de Cortaillod-Est (Bronze final), de 1981 à 1984. 
En 2012, la population de Cortaillod a refusé la fusion avec les communes de Boudry et Bevaix, pour créer une commune unique qui aurait eu pour nom Pontareuse, laquelle n'a donc jamais vu le jour.
Le 26 novembre 2023, la population de Cortaillod approuve par 61,2% de voix la fusion avec les communes de Boudry et Milvignes, qui aurait vu la création de la commune de « Basse-Areuse », mais celle-ci est refusée en raison du refus de la population de Milvignes.

## Population et société

### Gentilé
Les habitants de la commune se nomment les Carcoies, Carcoyes ou Carcouailles, soit les hannetons en patois neuchâtelois.

### Démographie

#### Évolution de la population
La commune compte 4 798 habitants au 31 décembre 2023 pour une densité de population de 1 300 hab/km2. Sur la période 2010-2023, sa population a augmenté de 6,0 % (canton : 3,6 % ; Suisse : 9,4 %).  

#### Pyramide des âges
En 2023, le taux de personnes de moins de 30 ans s'élève à 30,9 %, au-dessous de la valeur cantonale (32,9 %). Le taux de personnes de plus de 60 ans est quant à lui de 27,4 %, alors qu'il est de 26 % au niveau cantonal.
La même année, la commune compte 2 315 hommes pour 2 483 femmes, soit un taux de 48,2 % d'hommes, inférieur à celui du canton (49,1 %).
| Hommes | Classe d’âge | Femmes |
| ------ | ------------ | ------ |
| 0,9    | 90 ans ou +  | 1,0    |
| 8,9    | 75 à 89 ans  | 11,2   |
| 15,8   | 60 à 74 ans  | 17,0   |
| 22,7   | 45 à 59 ans  | 21,1   |
| 20,1   | 30 à 44 ans  | 19,5   |
| 16,8   | 15 à 29 ans  | 13,2   |
| 14,9   | - de 14 ans  | 16,9   |

| Hommes | Classe d’âge | Femmes |
| ------ | ------------ | ------ |
| 0,7    | 90 ans ou +  | 1,8    |
| 7,9    | 75 à 89 ans  | 10,4   |
| 15,2   | 60 à 74 ans  | 16,0   |
| 21,3   | 45 à 59 ans  | 21,1   |
| 20,5   | 30 à 44 ans  | 19,6   |
| 18,9   | 15 à 29 ans  | 16,9   |
| 15,6   | - de 14 ans  | 14,3   |

## Politique
La commune de Cortaillod est dotée d'un conseil communal (exécutif) de cinq membres et d'un conseil général (législatif) de 41 membres.

## Monument et établissement
Cortaillod est caractérisée par la taille du clocher de son temple, qui est le plus haut clocher du canton de Neuchâtel. Sa forme extrêmement fine et pointue se retrouve très fréquemment sur les photographies représentant le village.
Entre Cortaillod et Bevaix se dresse le menhir de Vauroux.

## Personnalités
- Claude-Abram Du Pasquier, industriel, y meurt en 1783.
- George Montandon, anthropologue, y naît le 19 avril 1879.

## Transports publics
Cortaillod est desservie par la ligne de bus 613. Les horaires de ces bus sont disponibles sur le site internet des transports publics neuchâtelois ou sur Onde Verte. Cette ligne relie Areuse à Boudry en passant par Cortaillod.
Cortaillod est également desservie uniquement en été par la Société de navigation des lacs de Neuchâtel et de Morat.